# Joaquín Larrivey
Joaquín Oscar Larrivey (Gualeguay, 20 agosto 1984) è un calciatore argentino, attaccante del Dep. Concepción.

## Biografia
Soprannominato El Bati per la sua somiglianza fisica con Batistuta, dal 2018 è sposato con Agostina, figlia di Gerardo Reinoso, ex giocatore argentino professionista in patria, in Cile e in Colombia. Ha due figli, Faustina e Milo.

## Caratteristiche tecniche
Prima punta potente, dotato di buona forza fisica e discreta tecnica, che fa del colpo di testa la sua principale caratteristica.

## Carriera

### Huracán
Cresce nelle giovanili dell'Huracán, club argentino. Nella stagione 2006-2007 grazie ai suoi gol, trascina la sua squadra dalla Primera B Nacional alla Primera División.

### Cagliari
Il 15 giugno 2007 firma un quadriennale con il Cagliari. Il 23 agosto 2007 il giudice argentino Eduardo Malde annulla il trasferimento del calciatore al gruppo di imprenditori dal quale il Cagliari lo aveva acquistato, allo scopo di tutelare i creditori del club argentino i quali ritenevano che la cessione fosse avvenuta ad un prezzo inferiore alle attese. Il 31 agosto 2007 arriva il transfer del giocatore.
Esordisce in Serie A il 2 settembre 2007 alla 2ª giornata di campionato giocando tutti e 90 i minuti di Cagliari-Juventus (2-3) procurandosi il fallo da rigore per il momentaneo 1-1. Il 18 maggio 2008 segna la sua prima e unica rete in campionato all'ultima giornata, durante la partita Cagliari-Reggina (2-2). Il 31 agosto 2008 va subito a segno alla 1ª giornata della stagione seguente, in Cagliari-Lazio (1-4).

### Vélez Sarsfield e ritorno a Cagliari
Il 12 febbraio 2009 viene ceduto in prestito al Vélez Sarsfield. Tornato in Argentina, il 21 febbraio 2009 fa il suo esordio nella trasferta Tigre-Vélez Sarsfield (1-2), realizzando il gol decisivo per la vittoria del Vélez Sarsfield. Si ripete nuovamente la settimana successiva in Vélez Sarsfield-Godoy Cruz (4-0) segnando di testa, il goal finale che vale il 4-0.
Segna un'altra rete il 22 marzo 2009 in Rosario Central-Vélez Sarsfield (1-1). A fine stagione vince il Clausura 2009.
Il 15 luglio 2009 ritorna al Cagliari. Segna il primo gol della stagione 2009-2010 nella gara di campionato Cagliari-Napoli (3-3).
Il 16 gennaio 2010 durante Cagliari-Livorno (3-0), segna la sua prima doppietta in rossoblu. Chiuderà la stagione con 27 presenze e 3 gol all'attivo.
Nella partita amichevole di precampionato nel luglio 2010 contro la squadra francese del Bastia, l'attaccante argentino viene coinvolto in una rissa insieme al compagno di squadra Daniele Ragatzu: dopo un fallo sul calciatore Jeda Larrivey interviene in difesa del compagno; da lì la situazione degenera, costringendo l'arbitro a interrompere il match con 15' di anticipo. Di conseguenza Larrivey e Ragatzu vengono squalificati per un turno di campionato dal giudice sportivo, con la punta sudamericana condannata anche a pagare una multa di diecimila euro.

### Colón e secondo ritorno al Cagliari
Il 5 agosto 2010 passa in prestito con diritto di riscatto al Colón, dichiarandosi «entusiasta» di aver abbandonato il campionato italiano e dell'inizio della sua nuova avventura in patria. Tuttavia, dopo aver realizzato 4 reti in 20 presenze, a fine stagione il Colón non riscatta il cartellino, così il giocatore fa rientro a Cagliari.
Il 21 agosto 2011 esordisce in Coppa Italia segnando una tripletta in Cagliari-Albinoleffe (5-1), valida per il terzo turno.
Segna il suo primo gol in campionato il 17 settembre 2011 contro il Novara, firmando il gol del 2-0 (la partita si concluderà 2-1 a favore del Cagliari).
Il 19 novembre 2011, nell'anticipo giocato a San Siro contro l'Inter, entra a partita iniziata e si mette subito in mostra segnando il gol dell'1-2.
Il 9 marzo 2012, nella trasferta al San Paolo contro il Napoli persa per 6-3, mette a segno la sua prima tripletta in Serie A, e, come da tradizione inglese, si porta a casa il pallone.
Conclude la stagione con 28 presenze e 10 gol, stagione molto positiva per l'argentino che risulta essere, a fine campionato, il capocannoniere della squadra (se si conta anche la Coppa Italia).
All'inizio della stagione 2012-2013 trova sempre meno spazio nell'attacco rossoblu, chiuso da compagni di squadra Marco Sau, Pinilla, Nenê, Thiago Ribeiro e Víctor Ibarbo; riesce comunque a realizzare il gol decisivo nella partita di Coppa Italia Cagliari-Spezia, segnando il 2-1 nelle battute conclusive e qualificando la squadra sarda al turno successivo. Dopo un calcio di rigore fallito nella gara inaugurale casalinga della stagione contro l'Atalanta, vede sempre di meno il campo e per questo motivo, il 28 novembre 2012, rescinde consensualmente il vincolo contrattuale con la società sarda. Termina così, dopo 101 presenze condite da 16 reti, l'avventura del centravanti argentino in Sardegna, caratterizzata da prestazioni non sempre all'altezza, le quali non hanno fatto guadagnare all'attaccante il favore del proprio pubblico, nonostante il massimo impegno sempre dimostrato.

### Atlante
Dopo la rescissione del contratto con il Cagliari, il 17 dicembre 2012 il Club de Fútbol Atlante di Cancún, militante nella Primera División messicana, ufficializza l'ingaggio del centravanti argentino, con il quale esordisce il 6 gennaio 2013 alla prima giornata del campionato di Clausura, nella sfida Pachuca-Atlante, terminata 2-0 in favore dei padroni di casa. Segna i suoi primi gol con la maglia azulgrana nella vittoria casalinga contro i Jaguares realizzando una doppietta nel giro di 4', dal 10º al 14º minuto, permettendo alla sua squadra di portarsi sul 2-0 (partita poi terminata 4-3). Dopo un buon inizio con la compagine messicana, perde il posto da titolare nell'attacco azulgrana, ritrovandosi relegato in panchina nelle ultime giornate di campionato, a causa delle buone prestazioni del pariruolo Esteban Paredes. La sua stagione, condita da 14 presenze e due reti realizzate, nonostante l'ultimo posto nella classifica generale dell'Atlante si conclude con la permanenza della squadra in Primera División.

### Rayo Vallecano e Celta Vigo
Il 2 agosto 2013 sottoscrive un contratto annuale, con opzione per i successivi due, con la squadra madrilena del Rayo Vallecano. Debutta con la nuova maglia nella vittoria per 3-0 contro l'Elche, rimanendo in campo per tutti i 90 minuti, mentre la prima rete arriva alla terza giornata nel match perso dalla sua squadra per 2-1 contro il Levante, con l'attaccante argentino autore del gol del momentaneo pareggio. Conclude la stagione con 12 gol in 35 presenze, contribuendo in maniera decisiva alla salvezza della squadra.
Dopo il mancato accordo per il rinnovo del contratto con il Rayo Vallecano, il 16 giugno 2014 viene annunciata la firma di un contratto triennale con il Celta Vigo, squadra che milita anch'essa nella Liga spagnola. Esordisce il 24 agosto successivo, nella partita inaugurale della stagione vinta dal club galiziano per 3-1 sul Getafe; in questa partita segna anche il suo primo gol con la maglia del Celta. Il 1º novembre 2014 segna il gol decisivo che permette alla sua squadra di battere il Barcellona al Camp Nou per 1-0. Conclude la stagione con 12 gol in 36 partite.

### Baniyas, JEF United, Cerro Porteño e Universidad de Chile
Terminata l'esperienza in Spagna, si accasa al Baniyas, squadra militante nella prima divisione emiratina. In una stagione e mezza mette a segno 18 reti in campionato. Nel gennaio 2017 firma con la società giapponese del JEF United Ichihara Chiba, andando così a giocare nella seconda divisione nipponica. Con i giapponesi realizza 32 reti in 76 partite tra campionato e coppa nazionale. Nel gennaio 2019 si trasferisce in Paraguay, andando a giocare nelle file del Cerro Porteño, club militante nella División Profesional.
Il 9 gennaio 2020 si accasa all'Universidad de Chile. Il 6 gennaio 2022 termina la sua avventura in Cile.

### Cosenza e Südtirol
Il 3 febbraio 2022 Il Cosenza ne annuncia l'acquisto, firmando un contratto fino al 30 giugno, con rinnovo automatico in caso di salvezza del club calabrese.. Due giorni dopo fa il suo esordio con i silani nella partita interna col Brescia, giocando i nove minuti finali del match al posto di Gaëtan Laura. Il 26 febbraio segna il primo gol in maglia rossoblù, nonché primo per lui in serie B, trasformando il calcio di rigore decisivo per la vittoria sull'Alessandria. Chiude la stagione con 17 presenze e 8 reti, compresa la doppietta che ha deciso la finale di ritorno dei play-out contro il Vicenza, battuto per 2-0, e ha dunque consentito ai rossoblù di evitare la retrocessione in Serie C.
Scattato il rinnovo automatico, inaugura la sua seconda stagione in rossoblu con un gol alla prima giornata, l'unico della vittoria per 1-0 contro il Benevento. Con i calabresi rimane fino al 31 gennaio 2023 quando, dopo 38 presenze e 11 reti complessive, risolve il proprio contratto.
Il 2 febbraio successivo, Larrivey firma un contratto fino al termine della stagione con il Südtirol, sempre in Serie B, dove ritrova l'allenatore Pierpaolo Bisoli. Il 1º aprile segna la sua prima rete con gli altoatesini, firmando su calcio di rigore il pareggio in casa della sua ex Cagliari.

### Deportivo Magallanes
Il 6 giugno il Magallanes ha annunciato attraverso i propri profili social l'ingaggio del calciatore.

## Statistiche

### Presenze e reti nei club
Statistiche aggiornate al 9 novembre 2023.
| Stagione                    | Squadra                     | Campionato                  | Campionato | Campionato | Coppe nazionali | Coppe nazionali | Coppe nazionali | Coppe continentali | Coppe continentali | Coppe continentali | Altre coppe | Altre coppe | Altre coppe | Totale | Totale |
| Stagione                    | Squadra                     | Comp                        | Pres       | Reti       | Comp            | Pres            | Reti            | Comp               | Pres               | Reti               | Comp        | Pres        | Reti        | Pres   | Reti   |
| --------------------------- | --------------------------- | --------------------------- | ---------- | ---------- | --------------- | --------------- | --------------- | ------------------ | ------------------ | ------------------ | ----------- | ----------- | ----------- | ------ | ------ |
| 2004-2005                   | Huracán                     | PB                          | 16         | 3          | -               | -               | -               | -                  | -                  | -                  | -           | -           | -           | 16     | 3      |
| 2005-2006                   | Huracán                     | PB                          | 40         | 19         | -               | -               | -               | -                  | -                  | -                  | -           | -           | -           | 40     | 19     |
| 2006-2007                   | Huracán                     | PB                          | 38         | 17         | -               | -               | -               | -                  | -                  | -                  | -           | -           | -           | 38     | 17     |
| Totale Huracán              | Totale Huracán              | Totale Huracán              | 94         | 39         |                 | -               | -               |                    | -                  | -                  |             | -           | -           | 94     | 39     |
| 2007-2008                   | Cagliari                    | A                           | 27         | 1          | CI              | 2               | 0               | -                  | -                  | -                  | -           | -           | -           | 29     | 1      |
| 2008-gen. 2009              | Cagliari                    | A                           | 12         | 1          | CI              | 1               | 0               |                    | -                  | -                  |             | -           | -           | 13     | 1      |
| gen.-giu. 2009              | Vélez Sarsfield             | PD                          | 16         | 3          | -               | -               | -               | -                  | -                  | -                  | -           | -           | -           | 16     | 3      |
| 2009-2010                   | Cagliari                    | A                           | 27         | 3          | CI              | 1               | 0               | -                  | -                  | -                  | -           | -           | -           | 28     | 3      |
| 2010-2011                   | Colón                       | PD                          | 20         | 4          | -               | -               | -               | -                  | -                  | -                  | -           | -           | -           | 20     | 4      |
| 2011-2012                   | Cagliari                    | A                           | 27         | 7          | CI              | 1               | 3               | -                  | -                  | -                  | -           | -           | -           | 28     | 10     |
| ago.-nov. 2012              | Cagliari                    | A                           | 3          | 0          | CI              | 1               | 1               | -                  | -                  | -                  | -           | -           | -           | 4      | 1      |
| Totale Cagliari             | Totale Cagliari             | Totale Cagliari             | 96         | 12         |                 | 6               | 4               |                    | -                  | -                  |             | -           | -           | 102    | 16     |
| gen.-mag. 2013              | Atlante                     | PD                          | 14         | 2          | CM              | 1               | 0               | -                  | -                  | -                  | -           | -           | -           | 15     | 2      |
| 2013-2014                   | Rayo Vallecano              | PD                          | 35         | 12         | CR              | 2               | 0               | -                  | -                  | -                  | -           | -           | -           | 37     | 12     |
| 2014-2015                   | Celta Vigo                  | PD                          | 35         | 11         | CR              | 1               | 1               | -                  | -                  | -                  | -           | -           | -           | 36     | 12     |
| 2015-2016                   | Baniyas                     | AGL                         | 24         | 15         | CPA             | 4               | 1               | -                  | -                  | -                  | -           | -           | -           | 28     | 16     |
| 2016-gen. 2017              | Baniyas                     | AGL                         | 13         | 3          | CPA             | 5               | 4               | -                  | -                  | -                  | -           | -           | -           | 18     | 7      |
| Totale Baniyas              | Totale Baniyas              | Totale Baniyas              | 37         | 18         |                 | 9               | 5               |                    | -                  | -                  |             | -           | -           | 46     | 23     |
| 2017                        | JEF United                  | J2                          | 38+1       | 19+2       | CI              | 2               | 0               | -                  | -                  | -                  | -           | -           | -           | 41     | 21     |
| 2018                        | JEF United                  | J2                          | 33         | 11         | CI              | 2               | 0               | -                  | -                  | -                  | -           | -           | -           | 35     | 11     |
| Totale JEF United           | Totale JEF United           | Totale JEF United           | 71+1       | 30+2       |                 | 4               | 0               |                    | -                  | -                  |             | -           | -           | 76     | 32     |
| 2019                        | Cerro Porteño               | DIP                         | 30         | 12         | -               | -               | -               | CL                 | 10                 | 2                  | -           | -           | -           | 40     | 14     |
| 2020                        | Universidad de Chile        | PD                          | 33         | 19         | CC              | 1               | 0               | CL                 | 2                  | 0                  | -           | -           | -           | 36     | 19     |
| 2021                        | Universidad de Chile        | PD                          | 32         | 20         | CC              | 3               | 4               | CL                 | 2                  | 0                  | -           | -           | -           | 37     | 24     |
| Totale Universitad de Chile | Totale Universitad de Chile | Totale Universitad de Chile | 65         | 39         |                 | 4               | 4               |                    | 4                  | 0                  |             | -           | -           | 73     | 43     |
| gen.-giu. 2022              | Cosenza                     | B                           | 15+2       | 6+2        | CI              | -               | -               | -                  | -                  | -                  | -           | -           | -           | 17     | 8      |
| 2022-gen. 2023              | Cosenza                     | B                           | 20         | 3          | CI              | 1               | 0               | -                  | -                  | -                  | -           | -           | -           | 21     | 3      |
| Totale Cosenza              | Totale Cosenza              | Totale Cosenza              | 37         | 11         |                 | 1               | 0               |                    | -                  | -                  |             | -           | -           | 38     | 11     |
| feb.-giu. 2023              | Südtirol                    | B                           | 13+3       | 1+0        | CI              | -               | -               | -                  | -                  | -                  | -           | -           | -           | 16     | 1      |
| 2023                        | Magallanes                  | PD                          | 12         | 7          | CC              | 3               | 3               | -                  | -                  | -                  | -           | -           | -           | 15     | 10     |
| 2024                        | Magallanes                  | B                           | 17         | 12         | CC              | 1               | 0               | -                  | -                  | -                  | -           | -           | -           | 18     | 12     |
| Totale Deportivo Magallanes | Totale Deportivo Magallanes | Totale Deportivo Magallanes | 29         | 19         |                 | 4               | 3               |                    | -                  | -                  |             | -           | -           | 33     | 22     |
| Totale carriera             | Totale carriera             | Totale carriera             | 593        | 215        |                 | 32              | 17              |                    | 14                 | 2                  |             | -           | -           | 639    | 234    |

## Palmarès

### Club

#### Competizioni nazionali
- Campionato argentino: 1

Vélez Sársfield: Clausura 2009